# Protmesibasis yerberyi
Protmesibasis yerberyi is een insect uit de familie van de vlinderhaften (Ascalaphidae), die tot de orde netvleugeligen (Neuroptera) behoort. 
Protmesibasis yerberyi is voor het eerst wetenschappelijk beschreven door Van der Weele in 1909.